# Tanusia infecta
Tanusia infecta är en insektsart som först beskrevs av Brunner von Wattenwyl 1884.  Tanusia infecta ingår i släktet Tanusia och familjen vårtbitare. Inga underarter finns listade i Catalogue of Life.